# 李景田
李景田（1948年1月—），满族，内蒙古扎赉特旗人；中华人民共和国政治人物。
中共中央党校函授本科学历。1971年2月加入中國共產黨，是中共第十六屆中央候補委員，第十七屆中央委員，第十二届全国人大常委会委员。长期在中共中央组织部任职，也是中共党史专家；曾任中共中央党史研究室主任、中共中央党校常务副校长等职。

## 从政经历
李景田1968年进入黑龙江省嫩江县政府任文教科文员，后成为该县共青团委书记；1976年，升任黑河地区团委副书记，后又升任书记；1978年，调中共中央组织部工作，历任培训中心副主任，组织局副局长、局长，干部调配局局长等职。
1998年，李景田外放山西，任省委常委、兼组织部部长；两年后，任中共山西省委副书记；2001年，回到中组部，出任副部长；2005年，转任中共中央党史研究室主任；2007年12月，接任中共中央党校常务副校长。 2013年3月任第十二届全国人大民族委员会主任委员。。